# Cukr, káva, limonáda
Cukr, káva, limonáda (v originále Un, deux, trois, soleil) je francouzský hraný film z roku 1993, který režíroval Bertrand Blier podle vlastního scénáře. Snímek měl světovou premiéru 18. srpna 1993.

## Děj
Victorine vyrůstá na sídlišti v Marseille se svou matkou. Chce pomoci svému otci alkoholikovi, aby se uzdravil a vrátil se domů. Victorine potká svou první lásku Paula, kterého ale zastřelí zločinec. Později se Victorine seznámí s Mauricem, svým budoucím manželem.

## Obsazení
| Anouk Grinberg       | Victorine                |
| Myriam Boyer         | Daniela Laspada, matka   |
| Olivier Martinez     | Paul                     |
| Jean-Michel Noirey   | Maurice Le Garrec        |
| Denise Chalem        | vychovatelka             |
| Jean-Pierre Marielle | osamělý muž              |
| Claude Brasseur      | grázl                    |
| Patrick Bouchitey    | barman Marcel            |
| Éva Darlan           | Jeanine                  |
| Marcello Mastroianni | Constantin Laspada, otec |
| Irène Tassembédo     | Gladys Boigny            |
| Charles Schneider    | seržant Boigny           |
| Stéphane Slima       | Rafik                    |

## Ocenění
- Mezinárodní filmový festival ve Stockholmu: Bronzový kůň
- Filmový festival v Benátkách: nejlepší hudba (Bertrand Blier), nejlepší herec ve vedlejší roli (Marcello Mastroianni)
- César: nejlepší filmová hudba (Cheb Khaled), nejslibnější herec (Olivier Martinez), nominace v kategoriích nejlepší režie (Bertrand Blier), nejlepší herečka (Anouk Grinberg) a nejlepší herečka ve vedlejší roli (Myriam Boyer)